# 不入斗公園

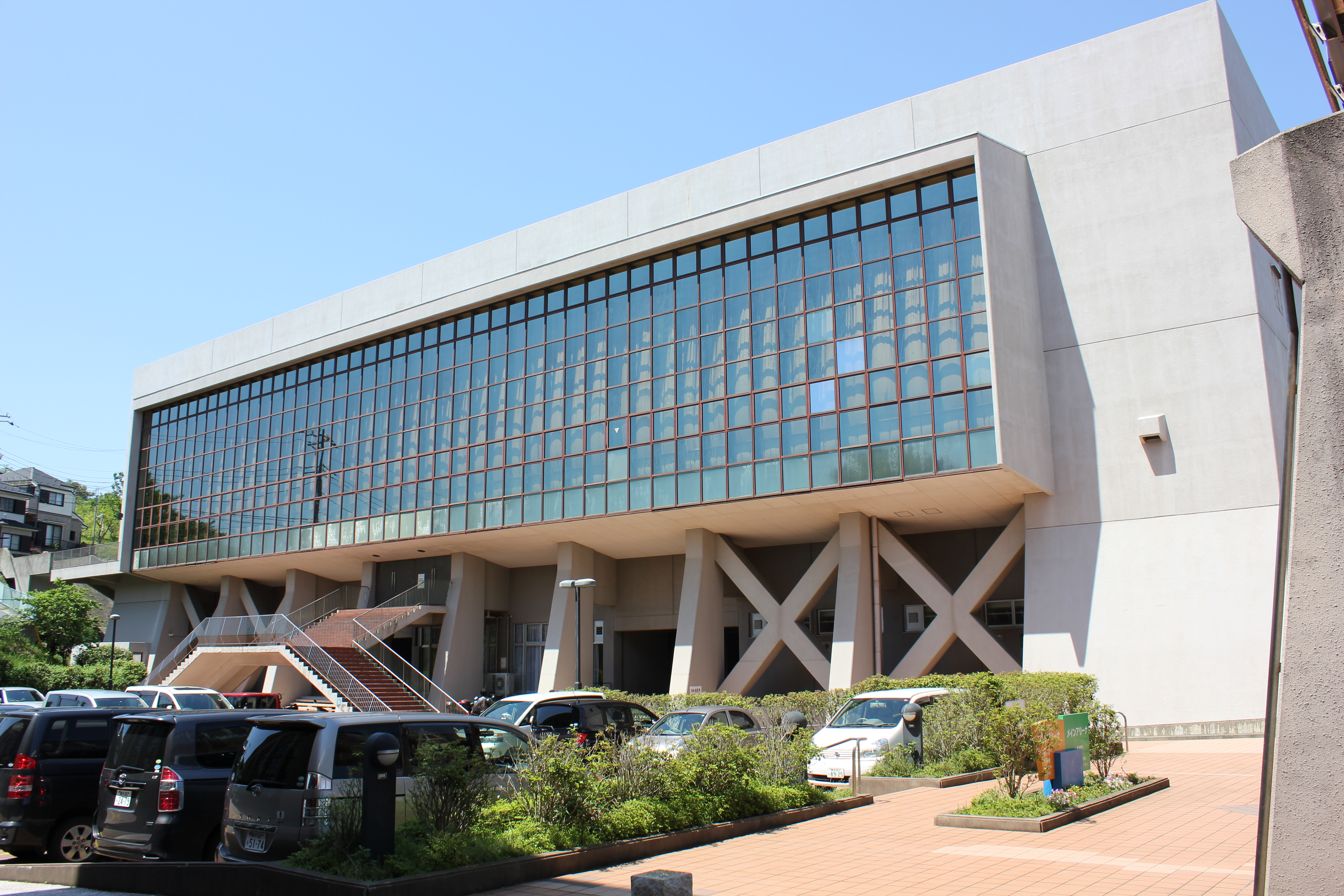
アリーナ（体育館）

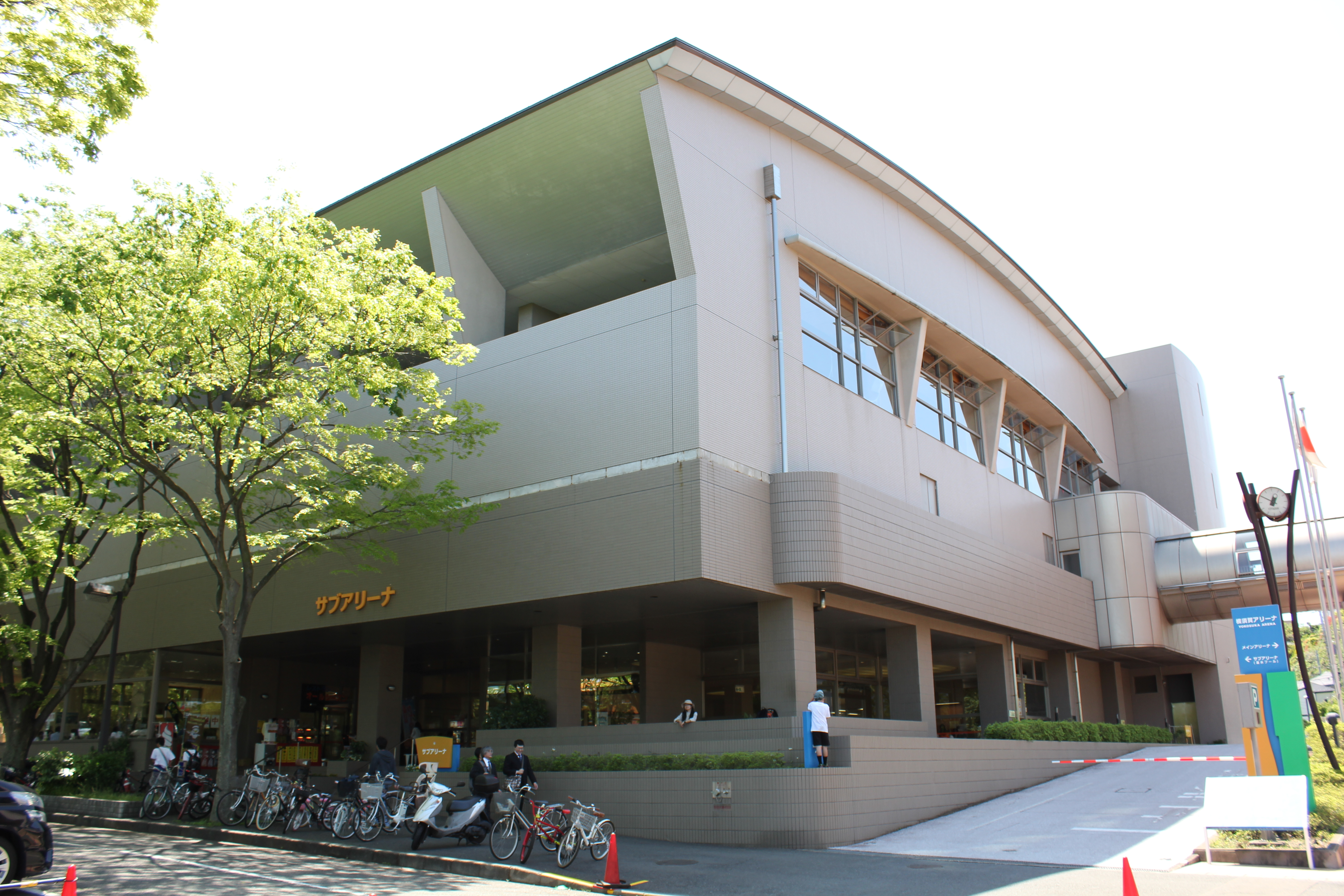
サブアリーナ(温水プールと体育館)

不入斗公園（いりやまずこうえん）とは、神奈川県横須賀市不入斗町にある横須賀市立の都市公園（運動公園）である。各種の運動施設が集まる運動公園であるため競技大会やスポーツイベントが多く開催されている。

## 概要
現在不入斗公園が所在する土地はかつて旧日本陸軍の横須賀重砲兵連隊の練兵場だった。敗戦後は食糧事情の深刻さもあって農地として利用されていたこともあったが、食糧事情が好転したあとは運動公園として整備された。
現在は横須賀市総合体育会館（通称：横須賀アリーナ）としてメインアリーナとサブアリーナ（温水プールあり）。野外には陸上競技場、軟式野球場（2面）、テニスコート 8面（硬式4面・軟式4面、夜間照明なし）、弓道場、児童公園が備えられた総合運動公園として利用されている。その他、サブアリーナで売店とレストランが営業している。
横須賀三浦地域のスポーツの拠点として各種競技の地域大会が行われている。
陸上競技場では湘南通信陸上や高校の湘南地区でも多く使われている

## 施設
- 陸上競技場（日本陸上競技連盟第3種公認）
- 軟式野球場（2面）
- テニスコート（クレー8面）
- 弓道場
- 駐車場
- 横須賀市総合体育会館
- 温水プール

## 交通
- 京急本線横須賀中央駅、汐入駅か横須賀線衣笠駅から京浜急行バス「不入斗橋」か「総合体育館」下車。徒歩5分。
- 横須賀中央駅か汐入駅か県立大学駅からは共に徒歩30分前後で到達できる。
- 第1駐車場　191台（機械式有料）大型3台駐車可能
- 第2駐車場 25台（有人管理・有料）
- 混雑時には臨時駐車場（約30台）を使うことができる。

## 周辺施設
- 神奈川県道26号横須賀三崎線
- 横須賀市立不入斗中学校
- 横須賀市立鶴久保小学校
- 神奈川衛生学園専門学校(市立陽光小学校跡地)
- 柏木田遊郭跡

## 使用された主なイベント
- 横須賀アリーナでは、Bリーグ所属の横浜ビー・コルセアーズや川崎ブレイブサンダースが公式試合を数回開催している。
- 横須賀アリーナは、大相撲の地方巡業(横須賀場所)の会場となっている。
- 横須賀アリーナは、2000年にはWEWタッグ王座の会場となっている。
- 陸上競技場では日本代表のケンブリッジ飛鳥が子供相手に教えにきた事がある